# اس‌اس اوسونیا (۱۹۵۶)
اس‌اس اوسونیا (۱۹۵۶) (به انگلیسی: SS Ausonia (1956)) یک کشتی است که طول آن 522 ft می‌باشد. این کشتی در سال ۱۹۵۶ ساخته شد.